# Naum Schor
Naum Susselewytsch Schor (ukrainisch Наум Зуселевич Шор, meist in englischer Transkription zitiert als Naum Z. Shor; * 1. Januar 1937 in Kiew, Ukrainische SSR; † 26. Februar 2006 in Kiew, Ukraine) war ein sowjetisch-ukrainischer Mathematiker, der sich mit Optimierung beschäftigte.

## Leben
Schor machte sein Diplom an der Taras-Schewtschenko-Universität in Kiew bei Wiktor Michailowitsch Gluschkow und war dann ab 1958 am Rechenzentrum der Ukrainischen Akademie der Wissenschaften, aus dem das Institut für Kybernetik der Ukrainischen Akademie in Kiew wurde (später V. M. Glushkov Institut für Kybernetik). Zuerst war er dort als Ingenieur, dann ab 1983 als Leiter der Abteilung Methoden zur Lösung komplexer Optimierungsprobleme. -Er war Professor am Ableger des Moskauer Instituts für Physik und Technologie (MIPT) in Kiew und an der Nationalen Technischen Universität der Ukraine.
Schor befasste sich unter anderem mit nichtlinearer und stochastischer Programmierung, numerischen Techniken für nicht-stetige und nicht-differenzierbare Optimierungsprobleme (für die er ein Pionier war), diskreten Optimierungsproblemen und Matrix-Optimierung. Schor führte 1962 seine Methode des verallgemeinerten Gradientenverfahrens in die nicht-stetige konvexe Optimierung ein. Unter anderem entwickelte er Subgradienten-Methoden mit Raum-Transformationen, wie seinen r-Algorithmus. Die Ellipsoidmethode ist ein Spezialfall seines verallgemeinerten Gradientenverfahrens, die unabhängig auch von Arkadi Nemirovski und David Judin entwickelt wurde. Auf diesem Verfahren baute Chatschijans polynomial-zeitlicher Algorithmus in der linearen Programmierung auf. Schor verfasste allein und mit Ko-Autoren neun Monographien, und insbesondere seine letzte Monographie von 1998 Nondifferentiable optimization and polynomial problems war einflussreich. In ihr zeigte er auch einen unerwarteten Zusammenhang des 17. Hilbertproblems (Darstellung einer nicht-negativen rationalen Form als Summe von Quadraten rationaler Formen) mit nichtkonvexen polynomialen Optimierungsproblemen auf.
1981 gewann er den sowjetischen Staatspreis und 1973, 1993 und 2000 den ukrainischen Staatspreis in Wissenschaft und Technik. 1990 wurde er korrespondierendes und 1997 volles Mitglied der Akademie der Wissenschaften der Ukraine.
Er starb 69-jährig in Kiew und wurde dort auf dem Baikowe-Friedhof bestattet.

## Schriften
- Minimization methods for non differentiable functions, Springer 1985
- Nondifferentiable optimization and polynomial problems, Kluwer 1998

## Verweise
1. ↑  englisch non smooth optimization, non differentiable programming
2. ↑  Webseite der Nationalen Akademie der Wissenschaften der Ukraine (Memento vom 30. November 2016 im Internet Archive) - Mitgliederseite Shor Naum Zuselevych, abgerufen am 29. November 2016
3. ↑  Gedenkstätte - Naum Susselewytsch Schor auf skorbim.com; abgerufen am 16. Februar 2019 (russisch)

| Personendaten    | Personendaten                                                         |
| ---------------- | --------------------------------------------------------------------- |
| NAME             | Schor, Naum                                                           |
| ALTERNATIVNAMEN  | Шор, Наум Зуселевич (ukrainisch); Shor, Naum Zuselevich; Šor, Naum Z. |
| KURZBESCHREIBUNG | sowjetisch-ukrainischer Mathematiker                                  |
| GEBURTSDATUM     | 1. Januar 1937                                                        |
| GEBURTSORT       | Kiew, Ukrainische SSR, Sowjetunion                                    |
| STERBEDATUM      | 26. Februar 2006                                                      |
| STERBEORT        | Kiew, Ukraine                                                         |